# Frantz Fonson
Jean-François Éléonore Fonson dit Frantz Fonson, né à Bruxelles le 22 janvier 1870 et mort à Paris (17e arrondissement) le 16 décembre 1924, est un auteur de vaudevilles et librettiste d'opérettes, acteur, directeur de théâtre et journaliste belge.

## Biographie
Fils et petit-fils d'importants industriels bruxellois, Frantz Fonson fut d'abord journaliste avant d'entamer une carrière théâtrale comme directeur de salles de spectacles et comme auteur dramatique, d'abord dans la capitale belge avant de s'installer à Paris au moment de l'occupation de son pays par l'armée allemande au début de la première guerre mondiale.
Il est le père de Lucien Fonson (directeur du Théâtre royal des Galeries de 1924 à 1972) et le grand-père du comédien Jacques Fonson.

## Théâtre
- 1898 : L'Enlèvement de Pierrot, ballet en un acte, livret de Frantz Fonson, musique de Léon Du Bois, au Palais d’Été à Bruxelles (25 août)[5]
- 1910 : Le Mariage de Mademoiselle Beulemans, comédie en trois actes, avec la collaboration de Fernand Wicheler, au théâtre de l'Olympia à Bruxelles (18 mars) puis au théâtre de la Renaissance à Paris (7 juin)
- 1910 : Son Excellence Monsieur le Ministre, comédie satirique en trois actes, avec la collaboration de Fernand Wicheler, au théâtre royal des Galeries à Bruxelles (décembre)
- 1911 : Le Feu de la Saint-Jean, comédie en trois actes, avec la collaboration de Fernand Wicheler, au théâtre royal des Galeries à Bruxelles (1er décembre) puis au théâtre de la Renaissance à Paris (21 mai 1912)[6]
- 1911 : Les Moulins qui chantent, opérette en trois actes, livret de Fonson et Wicheler, musique d'Arthur Van Oost, au théâtre royal des Galeries à Bruxelles (25 mars) puis au théâtre Réjane (6 avril 1912)[7]
- 1912 : Beulemans marie sa fille, opérette en trois actes et quatre tableaux, livret de Fonson et Wicheler d'après leur pièce Le Mariage de Mademoiselle Beulemans (1910), musique d'Arthur Van Oost, au théâtre royal des Galeries à Bruxelles (18 octobre)
- 1913 : La Demoiselle de magasin, comédie en trois actes, avec la collaboration de Fernand Wicheler, au théâtre du Gymnase à Paris (13 février)
- 1915 : La Kommandantur, comédie dramatique en trois actes, au Criterion Theatre à Londres (25 janvier) puis au théâtre du Gymnase à Paris (28 avril)
- 1916 : Les Nouveaux Pauvres, comédie en un acte, à la Comédie-Française (24 novembre)[8]

- 1918 : Beulemans à Marseille, comédie en trois actes d'après le roman Le Sergent Beulemans du même auteur (1917), au théâtre des Arts (3 novembre)
- 1920 : Fintje a de la voix / Joséphine a de la voix, comédie en quatre actes, au théâtre royal des Galeries à Bruxelles (21 février) puis au théâtre du Gymnase (10 mai)
- 1921 : Le Cousin de Valparaiso, comédie en un acte, avec la collaboration de Jean Kolb, au théâtre des Arts (26 novembre)[9][source insuffisante]
- 1923 : Mademoiselle mon Fils, comédie en trois actes, au théâtre de la Potinière (12 avril).

## Filmographie
La pièce à succès le Mariage de Mademoiselle Beulemans, toujours représentée de nos jours, a été adaptée par plusieurs réalisateurs depuis les années 1920.
- 1924 : Une femme d'affaires (titre original : Along came Ruth), film américain d'Edward F. Cline, avec Viola Dana dans le rôle principal
- 1927 : Le Mariage de Mademoiselle Beulemans, film français de Julien Duvivier, avec Andrée Brabant dans le rôle de Suzanne Beulemans
- 1932 : Le Mariage de Mlle Beulemans, film belge de Jean Choux, avec Lily Bourget dans le rôle de Suzanne Beulemans
- 1950 : Le Mariage de Mademoiselle Beulemans, film franco-belge d'André Cerf, avec Francine Vendel dans le rôle de Suzanne Beulemans
- 1974 : Fientje Beulemans, téléfilm belge d'Anton Peters (nl), avec Chris Lomme dans le rôle principal.